# العلاقات البوسنية الساموية
العلاقات البوسنية الساموية هي العلاقات الثنائية التي تجمع بين البوسنة والهرسك وساموا.

## مقارنة بين البلدين
هذه مقارنة عامة ومرجعية للدولتين:
| وجه المقارنة                                              | البوسنة والهرسك                                             | ساموا                        |
| --------------------------------------------------------- | ----------------------------------------------------------- | ---------------------------- |
| المساحة (كم2)                                             | 51.20 ألف                                                   | 2.84 ألف                     |
| عدد السكان (نسمة)                                         | 3.51 مليون                                                  | 196.44 ألف                   |
| الكثافة السكانية (ن./كم²)                                 | 68.55                                                       | 69.17                        |
| العاصمة                                                   | سراييفو                                                     | أبيا                         |
| اللغة الرسمية                                             | اللغة البوسنوية، اللغة الكرواتية، اللغة الصربية             | لغة إنجليزية، اللغة الساموية |
| العملة                                                    | مارك بوسني                                                  | تالا ساموي                   |
| الناتج المحلي الإجمالي (بليون دولار)                      | 18.17 مليار                                                 | 856.63 مليون                 |
| الناتج المحلي الإجمالي (تعادل القوة الشرائية) بليون دولار | 41.35 مليار                                                 | 1.15 مليار                   |
| الناتج المحلي الإجمالي الاسمي للفرد دولار أمريكي          | 4.25 ألف                                                    | 3.94 ألف                     |
| الناتج المحلي الإجمالي للفرد دولار أمريكي                 | 10.43 ألف                                                   | 5.79 ألف                     |
| مؤشر التنمية البشرية                                      | 0.733                                                       | 0.702                        |
| رمز المكالمات الدولي                                      | +387                                                        | +685                         |
| رمز الإنترنت                                              | .ba                                                         | .ws                          |
| المنطقة الزمنية                                           | توقيت وسط أوروبا، ت ع م+01:00، ت ع م+02:00، أوروبا/سراييفو ‏ | ت ع م+13:00                  |

## منظمات دولية مشتركة
يشترك البلدان في عضوية مجموعة من المنظمات الدولية، منها:
| علم المنظمة | اسم المنظمة                               | تاريخ انضمام البوسنة والهرسك | تاريخ انضمام ساموا |
| ----------- | ----------------------------------------- | ---------------------------- | ------------------ |
|             | وكالة ضمان الاستثمار متعدد الأطراف        | 19 مارس 1993                 | 27 سبتمبر 2002     |
|             | منظمة الشرطة الجنائية الدولية             | ?                            | ?                  |
|             | منظمة حظر الأسلحة الكيميائية              | ?                            | ?                  |
|             | الأمم المتحدة                             | 22 مايو 1992                 | 15 ديسمبر 1976     |
|             | مؤسسة التمويل الدولية                     | 25 فبراير 1993               | 28 يونيو 1974      |
|             | يونسكو                                    | 2 يونيو 1993                 | 3 أبريل 1981       |
|             | مؤسسة التنمية الدولية                     | 25 فبراير 1993               | 28 يونيو 1974      |
|             | البنك الدولي للإنشاء والتعمير             | 25 فبراير 1993               | 28 يونيو 1974      |
|             | المركز الدولي لتسوية المنازعات الاستشارية | 13 يونيو 1997                | 25 مايو 1978       |
|             | الاتحاد البريدي العالمي                   | ?                            | ?                  |
|             | الاتحاد الدولي للاتصالات                  | 20 أكتوبر 1992               | 7 أكتوبر 1988      |

## وصلات خارجية
- موقع وزارة الخارجية البوسنية